# Рудольф Нойманн
Рудольф Нойманн (нім. Rudolf Neumann; 11 квітня 1885, Відень — 5 лютого 1960, Відень) — австро-угорський, австрійський офіцер, генерал-майор австрійської армії.

## Біографія
18 серпня 1904 року вступив в австро-угорську армію. Після закінчення кадетського училища був зарахований в 9-й піхотний полк. Учасник Першої світової війни. В 1914 році взятий в полон, але наступного року втік. З 1 липня 1915 року продовжив службу. З 13 жовтня 1920 року служив в Бургенландському піхотному полку № 1, з 1 жовтня 1927 року — в 3-му батальйоні 2-го піхотного полку. З 1 червня 1933 року — командир батальйону 1-го піхотного полку. 1 січня 1935 року переведений в командування полку. Після аншлюсу 15 березня 1938 року вийшов на пенсію.

## Звання
- Кадет-заступник офіцера (18 серпня 1904)
- Оберлейтенант (1 травня 1912)
- Гауптман (1 липня 1915)
- Оберстлейтенант (10 січня 1933)
- Титулярний генерал-майор (1946/47)

## Нагороди
- Ювілейний хрест
- Пам'ятний хрест 1912/13
- Бронзова медаль «За військові заслуги» (Австро-Угорщина) з мечами
- Хрест «За військові заслуги» (Австро-Угорщина) 3-го класу з військовою відзнакою і мечами
- Військовий Хрест Карла
- Пам'ятна військова медаль (Австрія) з мечами
- Пам'ятна військова медаль (Угорщина) з мечами
- Хрест «За вислугу років» (Австрія) 2-го класу для офіцерів (25 років)
- Срібний почесний знак «За заслуги перед Австрійською Республікою»
- Почесний хрест ветерана війни з мечами